# Detlef Richter
Detlef Richter (ur. 6 czerwca 1956 w Lipsku) – niemiecki bobsleista reprezentujący NRD, brązowy medalista igrzysk olimpijskich i pięciokrotny medalista mistrzostw świata.

## Kariera
Początkowo Schönau uprawiał lekkoatletykę, specjalizując się w skoku o tyczce. Pierwszy sukces w bobslejach osiągnął w 1979 roku, kiedy wspólnie z Meinhardem Nehmerem, Bernhardem Germeshausenem i Hansem-Jürgenem Gerhardtem zdobył srebrny medal w czwórkach na mistrzostwach świata w Königssee. Reprezentacja NRD w składzie Horst Schönau, Roland Wetzig, Detlef Richter i Andreas Kirchner zdobyła w tej samej konkurencji brązowy medal podczas igrzysk olimpijskich w Lake Placid. W czwórkach Richter zdobył także srebrny medal na mistrzostwach świata w Cervinii w 1985 roku i brązowy medal na mistrzostwach świata w Lake Placid dwa lata wcześniej. Ponadto, wraz ze Steffenem Grummtem, wywalczył srebrny medal w dwójkach na mistrzostwach świata w Cervinii oraz brązowy na rozgrywanych w 1986 roku mistrzostwach świata w Königssee. Był też między innymi ósmy w czwórkach podczas igrzysk olimpijskich w Calgary w 1988 roku.